# لوری بیانکو
لوری بیانکو (به انگلیسی: Lory Bianco) (زاده ۱۹ اوت ۱۹۶۳) خواننده و بازیگر آمریکایی است. او بانام بونی بیانکو (به انگلیسی: Bonnie Bianco) نیز شناخته می‌شود.